# Gehörschutz

Gebotszeichen „Gehörschutz benutzen“ nach DIN EN ISO 7010

Als Gehörschutz werden alle Arten von Schutzeinrichtungen bzw. Schutzausrüstung bezeichnet, die das Gehör vor zu lauten Geräuschen schützen und Schalltraumata vorbeugen.

## Einsatzgebiete

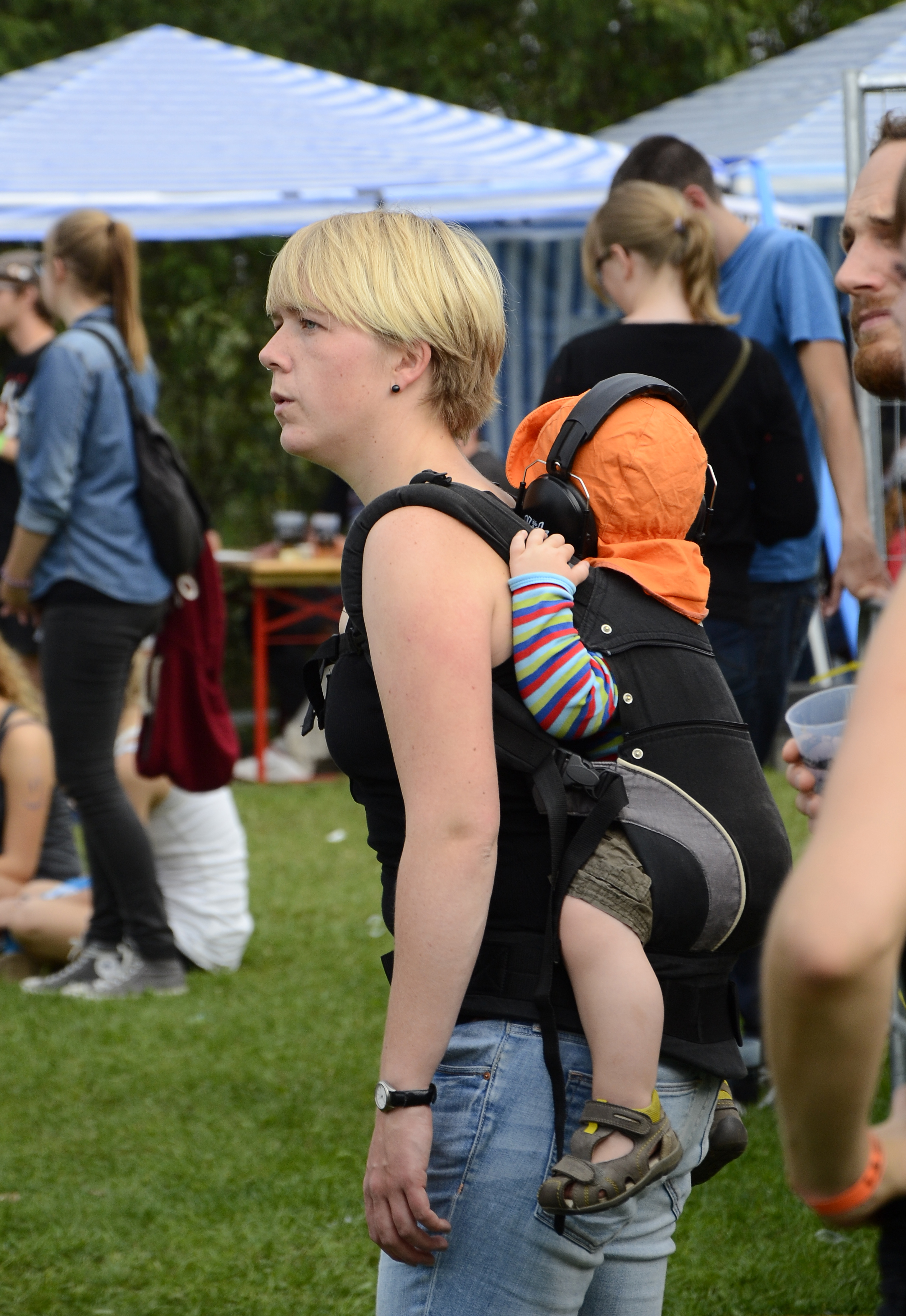
Besucherin eines Rockfestivals mit Kleinkind, das wegen der lauten Musik einen Gehörschutz trägt

In einer Umgebung mit hohem Schallpegel, wie bei der Arbeit in der Nähe von lauten Maschinen (Flughafen, Straßenbau, Industriemaschinen etc.) ist das Tragen eines Gehörschutzes am Arbeitsplatz seit Februar 2006 ab 85 dB(A) vorgeschrieben. Ferner wird auch gefordert, dass vonseiten des Arbeitgebers ab 80 dB(A) geeigneter Gehörschutz zur Verfügung steht. Auch bei Musikveranstaltungen aller Art (Konzerte, Diskotheken, Festivals, Paraden u. a.) wird dieser Schalldruckpegel oft bei weitem überschritten. Bei allen Veranstaltungsformen gilt die EU-Richtlinie für die Arbeitnehmer, die DIN 15905-5 für die zulässigen Lautstärken, denen das Publikum ausgesetzt werden darf, und der Rat, den Gehörschutz selbst in die Hand zu nehmen.
Bei einigen Berufsgruppen muss der Gehörschutz spezifische Anforderungen erfüllen. So ist etwa für bestimmtes Fahrpersonal im Eisenbahnbetrieb Gehörschutz erforderlich, gleichzeitig müssen aber akustische Signale wahrgenommen werden. Hier ist nur geeigneter Gehörschutz nach erfolgreich bestandener Hörprobe zu verwenden.
Auch Berufsmusikerinnen und -musiker im Orchester sind hohen Lärmbelastungen ausgesetzt, zumal im Musikerberuf oft mehrere Tätigkeiten ausgeübt werden, z. B. Einzelüben, Unterrichten etc., die dem Arbeitgeber nicht immer bekannt sind. Zudem haben Orchestermitglieder keinen Einfluss auf den Fremdschall in ihrer Umgebung. Spezieller klangneutraler Gehörschutz, der das Frequenzspektrum gleichmäßig dämmt, ist hier geeignet.
Weitere Einsatzgebiete:

Musizieren mit lauten Instrumenten (Schlagzeug, Trillerpfeife, Blockflötenkopf, Ratsche etc.), auf Reisen in lauten Verkehrsmitteln (Bahn, Bus, Auto, Flugzeug, Motorrad), bei schnarchenden Bettnachbarn oder anderen schlafstörenden Umweltgeräuschen, Silvesterböller, Karneval, Schießsport, Motorsportveranstaltungen u. ä.

## Bewertung des Dämmwertes eines Gehörschutzes
Die Dämmung eines Gehörschutzes liegt maximal bei etwa 25–40 dB, wobei sie letztlich stark frequenz-, material- und anatomieabhängig ist. Um höhere Dämmwerte zu erreichen, kann ein im Ohr getragenes Gehörschutzsystem (Otoplastik oder Stöpsel) mit einem Kapselgehörschutz kombiniert werden.
Die nach einer Prüfnorm für den Arbeitsschutz zugelassenen Gehörschützer werden immer mit Angaben zu ihrem Dämmverhalten (HML-Werte) in den Markt gebracht. Zum vereinfachten Vergleich verschiedener Produkte ist ein Dämpfungswert angegeben, welcher die gemittelte Dämpfung über den relevanten Frequenzbereich angibt, und daher nur zur ungefähren Orientierung und zum einfachen Vergleich verschiedener Dämpfungsmittel sinnvoll ist. Zustand und Verwendung eines Gehörschutzes haben entscheidenden Einfluss auf dessen Wirkung im Einsatzfall. Auch unterscheiden sich verschiedene Dämpfungsmittel hinsichtlich der Wirkung bei verschiedenen Frequenzen erheblich.
In der Praxis wird im Vergleich bereits aus Sicherheitsgründen ein Abzug vom angegebenen Dämpfungswert gemacht. Dieser Abzug beträgt für:
- Stöpsel −9 dB
- Kapseln −5 dB
- Otoplastiken −3 dB

## Rechtliche Vorgaben zum Gehörschutz
Gehörschutz für die Besucher von Veranstaltungen ist durch die zulässigen Lautstärkepegel geregelt in der DIN 15905-5. Das Publikum darf in Deutschland in einem Beurteilungszeitraum von 30 Minuten einem durchschnittlichen Pegeln von max. 99 dBA ausgesetzt sein.
Diese werden häufig nicht eingehalten. In den letzten Jahren wurden verschiedentlich Veranstalter wegen Nichteinhaltung der Pegel bei eingetretenen Gehörschäden zu Schadenersatzleistungen verurteilt.
Nach den Vorschriften der Unfallversicherungsträger gelten bei der Auswahl des Gehörschutzes Stöpsel und Kapseln als gleichwertig. Ab 80 dB(A) wird das Tragen eines Gehörschutzes am Arbeitsplatz empfohlen, ab 85 dB(A) ist er vorgeschrieben.
Rechtliche Vorschriften und weitere Informationen zum Gehörschutz sind in der kostenlosen Web-App Gehörschutz verfügbar. Alle Informationen sind dokumentenübergreifend abrufbar und über ein Stichwortverzeichnis erreichbar.

## Gehörschutzarten

### Kapselgehörschutz

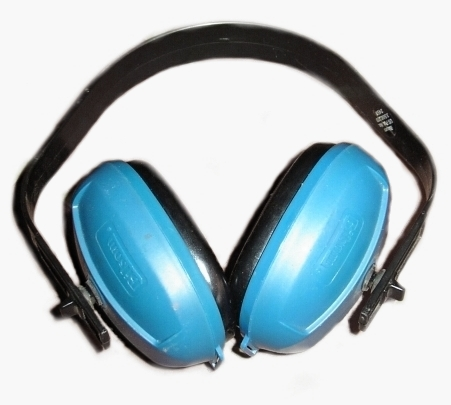
Kapselgehörschutz

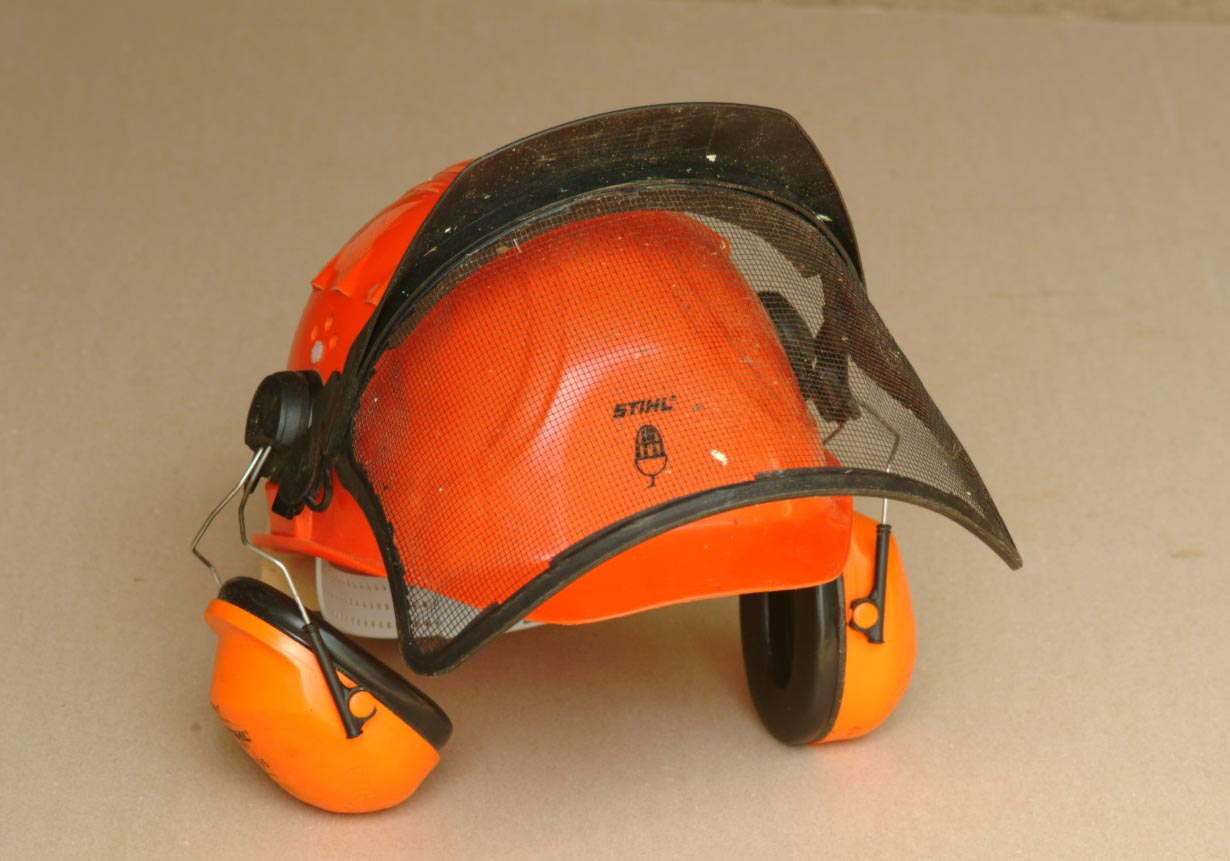
Am Schutzhelm befestigter Kapselgehörschutz

Besonders bei kurzzeitigem Gebrauch (z. B. im Gebäudebau) verwendet man einen Kapselgehörschutz. Dabei handelt es sich um geschlossene kopfhörerähnliche, ohrumschließende Kapseln, die leicht und jederzeit angelegt und wieder abgenommen werden können. Das Ohr wird bei derartiger Ausrüstung komplett von einer Hartkunststoffschale umschlossen, die an der Berührungsstelle gepolstert und ansonsten mit schalldämmendem und polsterndem Schaumstoff ausgekleidet ist. Es gibt sie in der Ausführung mit Kopfbügel, Nackenbügel und Universalbügel, der sich sowohl über Kopf als auch im Nacken tragen lässt. Der Universalbügel wird bei Nackentrageweise zusätzlich mit einem Kopfband zur besseren Fixierung des Gehörschutzes versehen. Diese Art von Kapselgehörschutz gehört nach der Einteilung der Deutschen Gesetzlichen Unfallversicherung zu den „konventionellen Kapselgehörschützern“.

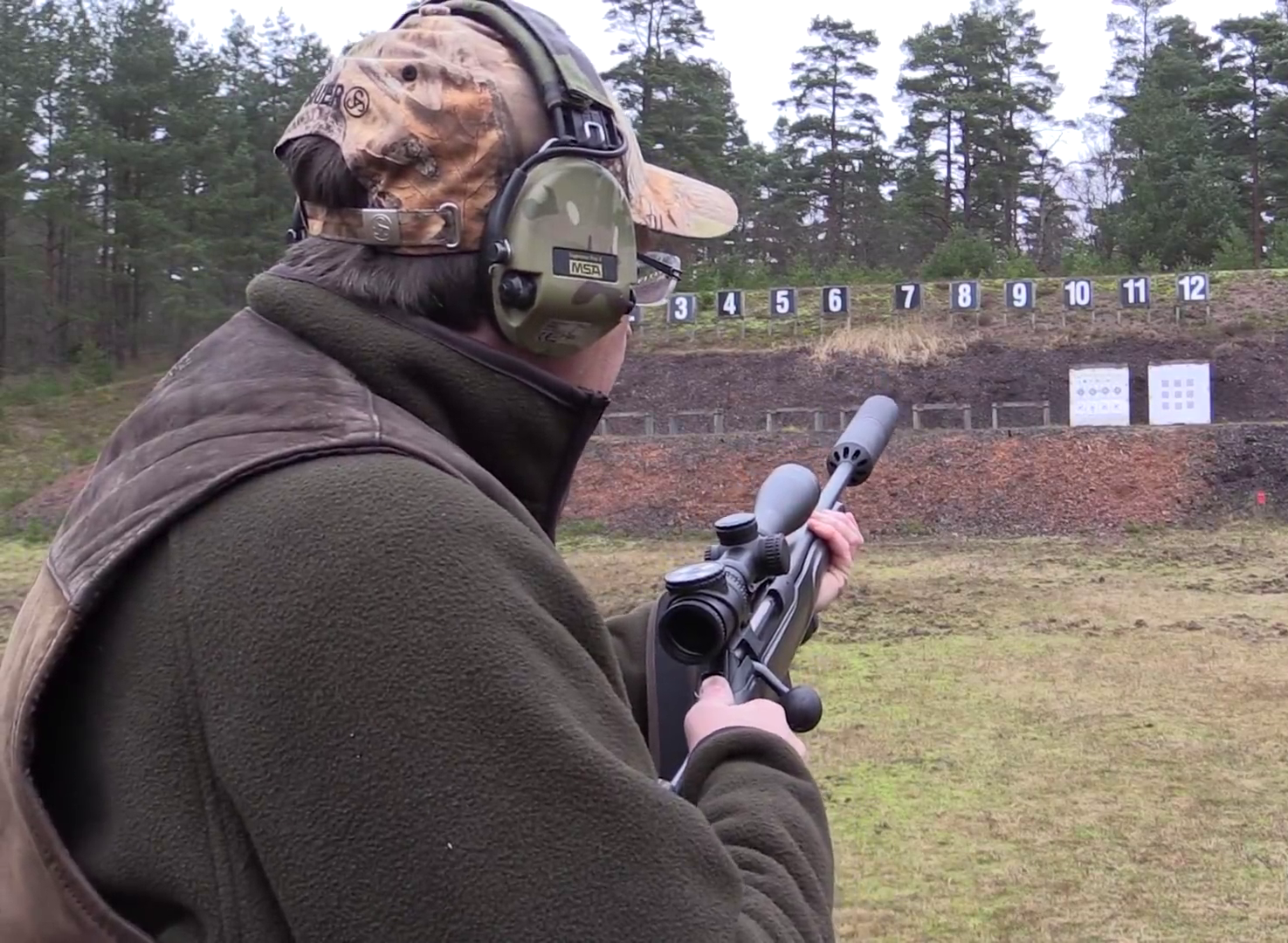
Jäger mit aktivem Kapselgehörschutz auf einem Schießstand – der mit Mikrofonen und Lautsprechern ausgestattete, pegelabhängige Gehörschutz erlaubt es normale Umgebungsgeräusche zu hören, während der Schussknall gedämpft wird

Eine andere Art „spezieller Kapselgehörschützer“ ist der sogenannte aktive Kapselgehörschutz. Dieser ist mit einer pegelabhängigen Dämmung zur aktiven Geräuschkompensation ausgestattet und kann mit einer Funk-Kommunikationseinrichtung oder einem integrierten UKW-Radio ergänzt werden. Bei der pegelabhängigen Dämpfung ist an der Außenseite der Gehörschutzkapsel ein Mikrofon angebaut, welches die Umgebungsgeräusche aufnimmt, über einen kleinen Verstärker verarbeitet und im Inneren der Kapsel über einen kleinen Lautsprecher abgibt. Der Verstärker besitzt eine eingebaute, sehr schnelle Regelung, die nur Geräusche bis zu einem bestimmten Lautstärkepegel (in Deutschland 85 dB(A)) verarbeitet (Peak Clipping (PC), automatische Verstärkungsregelung (AGC). Ein lauter Knall zum Beispiel wird dadurch effektiv gedämmt; Gespräche sind weiterhin möglich. Dieses System wird beispielsweise auf Schießständen der Polizei beim Unterricht im praktischen Waffengebrauch oder auch bei der Jagd, wo der Jäger auf die akustische Wahrnehmung der Umgebung angewiesen ist, eingesetzt. Bei Kapselgehörschützern mit Kommunikationseinrichtung wird in der Kapsel ein Lautsprecher eingebaut, sodass Anweisungen und andere Mitteilungen, z. B. über ein Kabel oder ein Funkgerät trotz Gehörschutz und Außengeräuschen verstanden werden können. Es kann auch dem Träger die Möglichkeit gegeben sein, über ein an einem Bügel befestigten Mikrofon selbst zu sprechen. Kapselgehörschützer mit Radio sind prinzipiell gleich aufgebaut, sie enthalten jedoch einen UKW-Empfänger. Bei beiden Arten sind die Pegel des Lautsprechers auf 82 dB(A) begrenzt.
„Kapselgehörschützer in Kombination mit anderen persönlichen Schutzausrüstungen“ sind z. B. zur Befestigung an Schutzhelmen vorgesehen und bilden in Deutschland die dritte Art von Kapselgehörschützern.

### Gehörschutzstöpsel

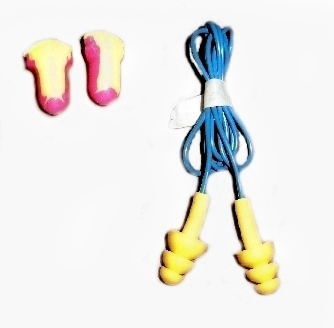
Ohrstöpsel

Vorgefertigte Gehörschutzstöpsel werden auch als Ohrenstöpsel oder Ohrstöpsel bezeichnet. Umgangssprachlich werden sie oft einfach mit dem Herstellernamen des weit verbreiteten Produkts „Ohropax“ bezeichnet.
In Deutschland wird von der gesetzlichen Unfallversicherung in
- fertig geformte Gehörschutzstöpsel einschließlich Gehörschutz-Otoplastiken,
- vor Gebrauch zu formende Gehörschutzstöpsel und
- Bügelstöpsel.

unterschieden.
Vor Gebrauch zu formende Gehörschutzstöpsel werden aus wachsgetränkter Wolle, Silikon, Schaumstoff hergestellt und können je nach Typ mehrfach oder einmalig verwendet werden.
Die Wachskugeln werden durch Kneten weich gemacht, grob vorgeformt und dann direkt in den Gehörgang gesteckt. Sie verformen sich leicht beim Einsetzen und Herausnehmen. Die Reinigung ist in der Regel nicht möglich.
Schaumstoffstöpsel werden zunächst zusammengerollt und dann in den Gehörgang eingeführt, wo sie sich ausdehnen.
Fertig geformte Gehörschutzstöpsel sind aus weichem Kunststoff (Lamellen-Bauform) hergestellt. Sie sind fertig geformt und müssen nur in den Gehörgang eingeführt werden. Je nach Größe und Form des Gehörganges können Kunststoffstöpsel jedoch audiologisch ungeeignet und unbequem sein.
Beide Arten können mit einem Trageband verbunden werden, fertig geformte Gehörschutzstöpsel auch mit einem Kunststoffbügel (Bügelstöpsel). Durch den Bügel, der im Nacken, unter dem Kinn oder über dem Kopf getragen werden kann, entsteht nur ein geringes Druckgefühl im Gehörgang und der Gehörschutz kann leicht eingesetzt werden. Bügelstöpsel werden vor allem wie Kapselgehörschützer verwendet.
Diese Ausführungen sind vergleichsweise kostengünstig und deshalb für den unregelmäßigen Gebrauch gut geeignet. Sie sind jedoch nicht sehr langlebig; speziell die Ausführungen aus Schaumstoff und Wachs sind rasch mit Ohrenschmalz verunreinigt und sollten somit nicht lange benutzt werden. Des Weiteren verliert der Schaumstoff seine Fähigkeit, sich nach dem Zusammenrollen wieder ausreichend auszudehnen, um den Gehörgang abzudichten.
Wenn eine maximale Schalldämmung erwünscht ist, kann es, aus audiologischer Sicht, bei der Benutzung eines solchen Gehörschutzes zu einer „Fehlbedienung“ kommen, da die Tiefe, in der der Gehörschutz sich im Gehörgang befindet, beim Einsetzen selbst bestimmt werden kann. Die Tiefe, in der der Gehörschutz im Ohr sitzt, bestimmt nämlich darüber, wie groß das verbleibende Luft-Restvolumen im äußeren Gehörgang zwischen Gehörschutz und Trommelfell ist – je kleiner dieses Volumen ist, umso höher ist die mögliche Schalldämmung.

#### Otoplastiken

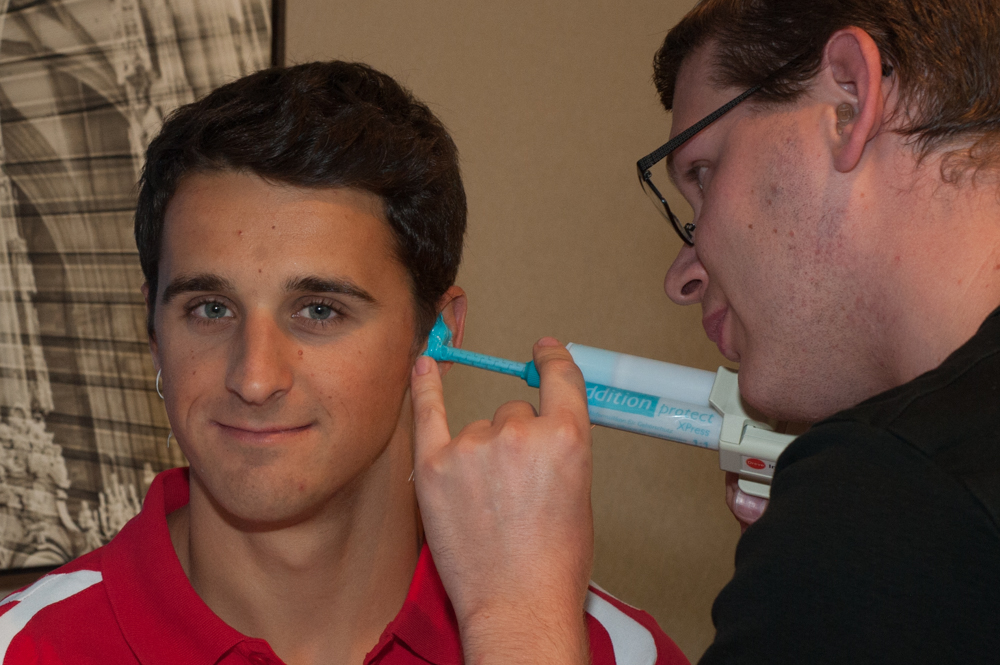
Individuell geformter Gehörschutz

Neben der Verwendung von industriell gefertigten Gehörschutzstöpseln ist es auch möglich, sich bei einem Hörgeräteakustiker einen individuellen Gehörschutz als Otoplastik anfertigen zu lassen. Hierfür nimmt der Hörgeräteakustiker eine Abformung des äußeren Gehörganges und eines Teils der Ohrmuschel, um daraus ein Maßohrstück anzufertigen.
Als Materialien für Otoplastiken können verwendet werden:
- Acryl: harter Kunststoff – leicht zu reinigen – nahezu unbegrenzte Lebensdauer
- Silikon: weicher Kunststoff – leicht zu reinigen – lange Lebensdauer – sehr angenehm zu tragen, weil sich die Otoplastik den Bewegungen des Gehörganges anpasst (Sprechen/Lachen/Kaubewegungen).
- Fotoplast: harter Kunststoff – qualitativ höherwertiges Acryl, das weniger Restmonomere enthält und dessen Schrumpfungsrate niedriger ist.

Der Gehörschutz kann mit einem Griff zum leichten Einsetzen oder mit einem Verbindungsband versehen werden. Die Farbe des Gehörschutzes kann individuell gewählt werden, soweit es das verwendete Material zulässt.
Die Sitztiefe des Gehörschutzes im Ohr und das daraus resultierende Restvolumen zwischen Gehörschutz und Trommelfell ist bei der Verwendung eines individuell gefertigten Gehörschutzes bei jedem Einsetzen gleich, das Fehleinsetzen wie bei anderen Gehörschutzstöpseln kann somit kaum vorkommen.
Wie bei anderen Arten von Gehörschutz kann es zu Verzerrungen im Klangbild kommen, da abhängig vom Material die unterschiedlichen Frequenzen und Töne unterschiedlich stark gedämmt werden, was insbesondere für Musiker nachteilig sein kann. Bei bestimmten Bauformen können in die Otoplastik akustische Filter, teilweise zum Selbstwechseln, eingesetzt werden. Diese Filter regulieren die Dämmung des Gehörschutzes und können je nach Filtertyp auch dafür sorgen, dass das sogenannte lineare Klangbild erhalten bleibt.
Nachteilig am individuellen Gehörschutz ist der deutlich höhere Preis (bis zu 200 € pro Paar), der aber je nach Material durch eine längere Lebensdauer relativiert werden kann. Vorteilhaft an Otoplastiken ist der sehr hohe Tragekomfort wegen der Anpassung an die anatomischen Verhältnisse des Trägers und die Möglichkeit, Wechselfilter zu verwenden, die eine Anpassung an die herrschenden Bedingungen erlauben (z. B. starke oder schwache Dämpfung, lineare Dämpfung).
Die mit rund 15 Euro pro Ohr preisgünstigste Möglichkeit ist die Herstellung eines Gehörschutzes aus additionsvernetzendem Silikon, welcher nach Abformung der Ohren, die etwa 15 Minuten dauert, innerhalb von rund 20 Minuten direkt im Fachgeschäft fertiggestellt werden kann. Diese Variante hat jedoch eine etwas geringere Lebensdauer als lackierte Silikon-Varianten. Bei allen anderen Materialien muss vor der eigentlichen Herstellung der Otoplastik eine Negativform der Ohrabformung hergestellt werden. Da dies mehr Zeit beansprucht und die Materialien teurer sind, ist auch der Preis eines solchen Gehörschutzes höher.

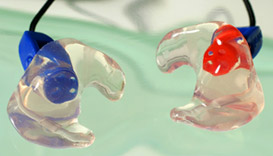
Otoplastik aus Silikon
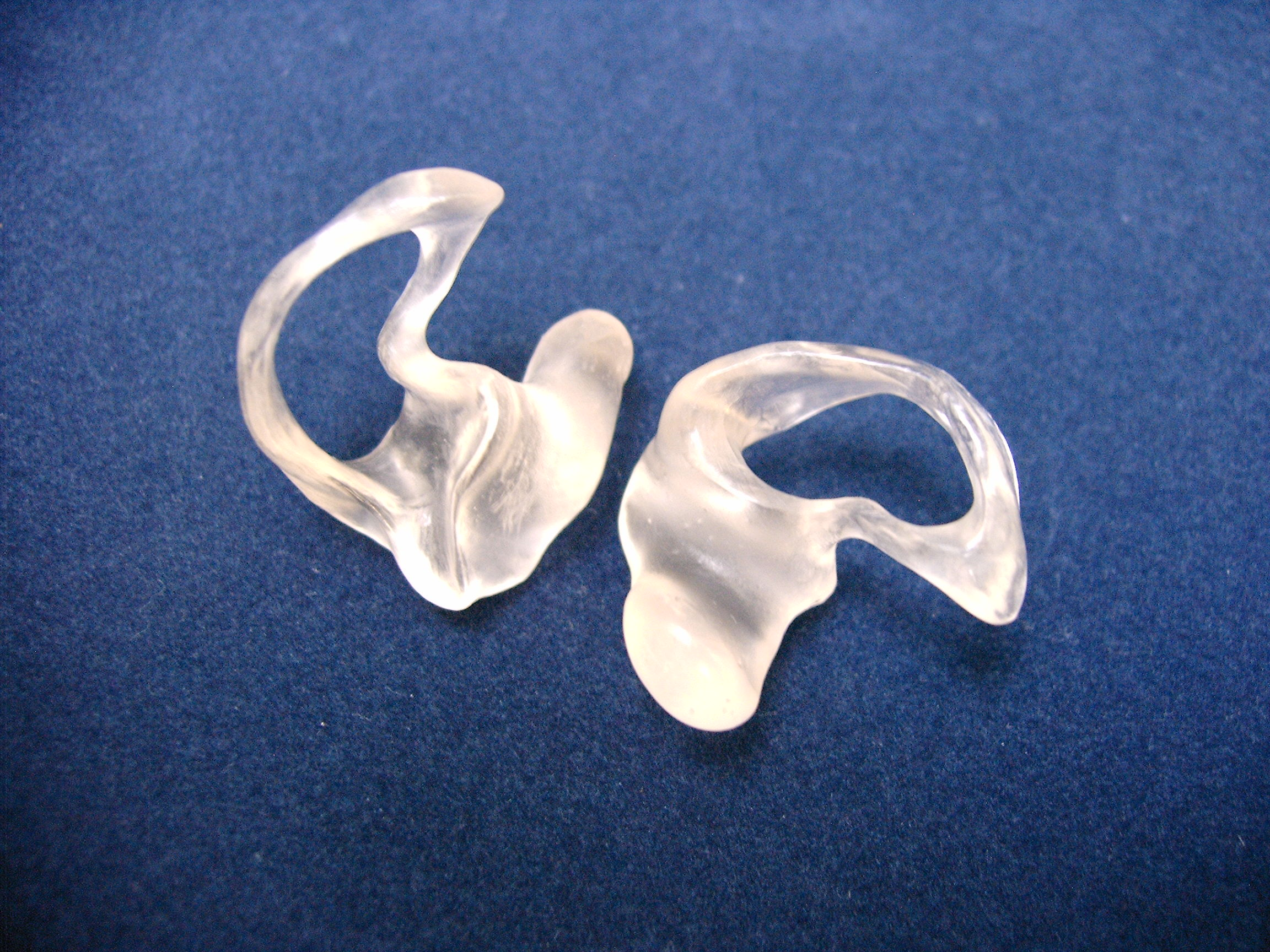
Gehörschutz-Otoplastik aus transparentem Acryl
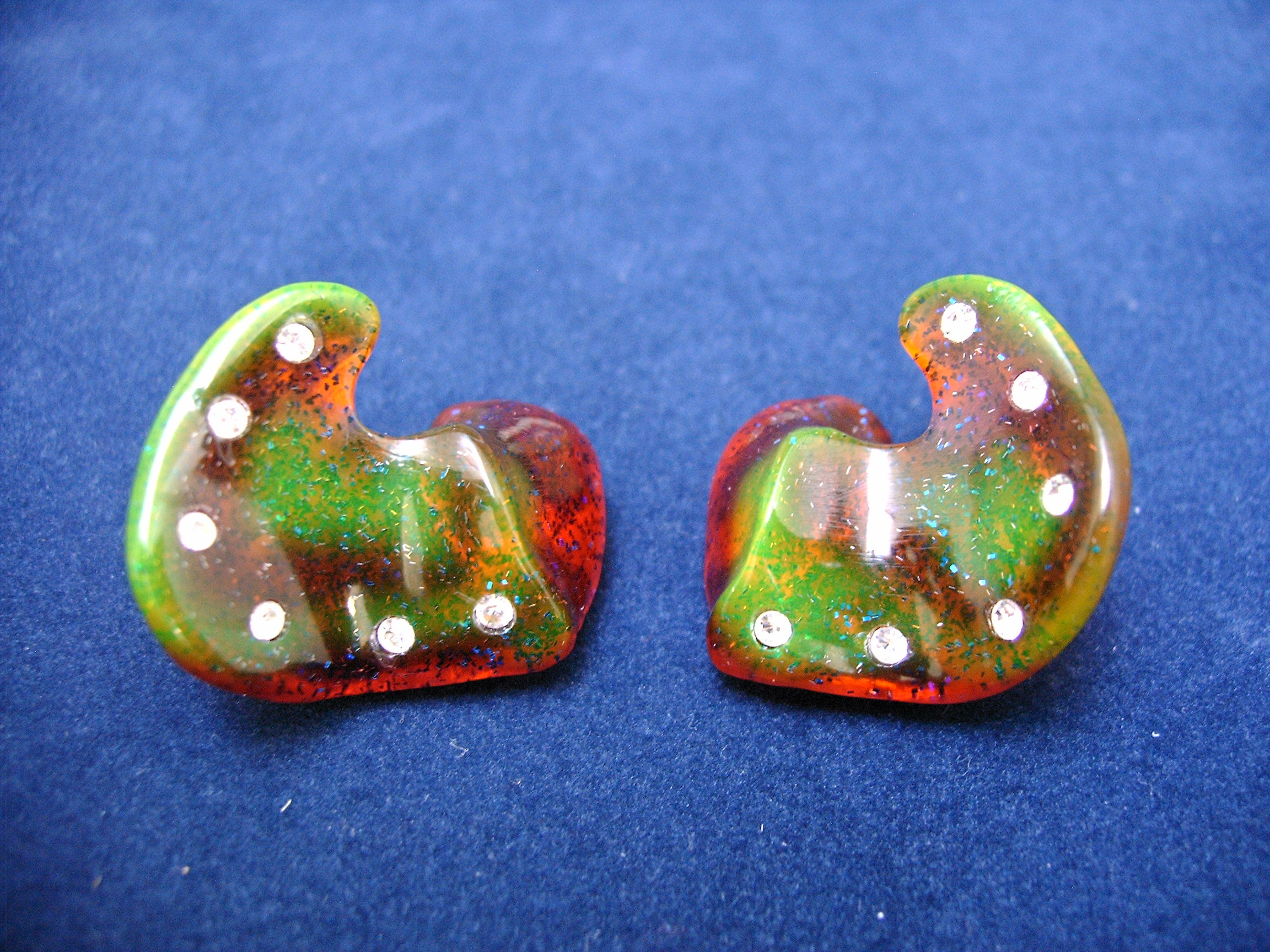
Gehörschutz-Schmuckotoplastik aus Acryl mit Straßsteinen
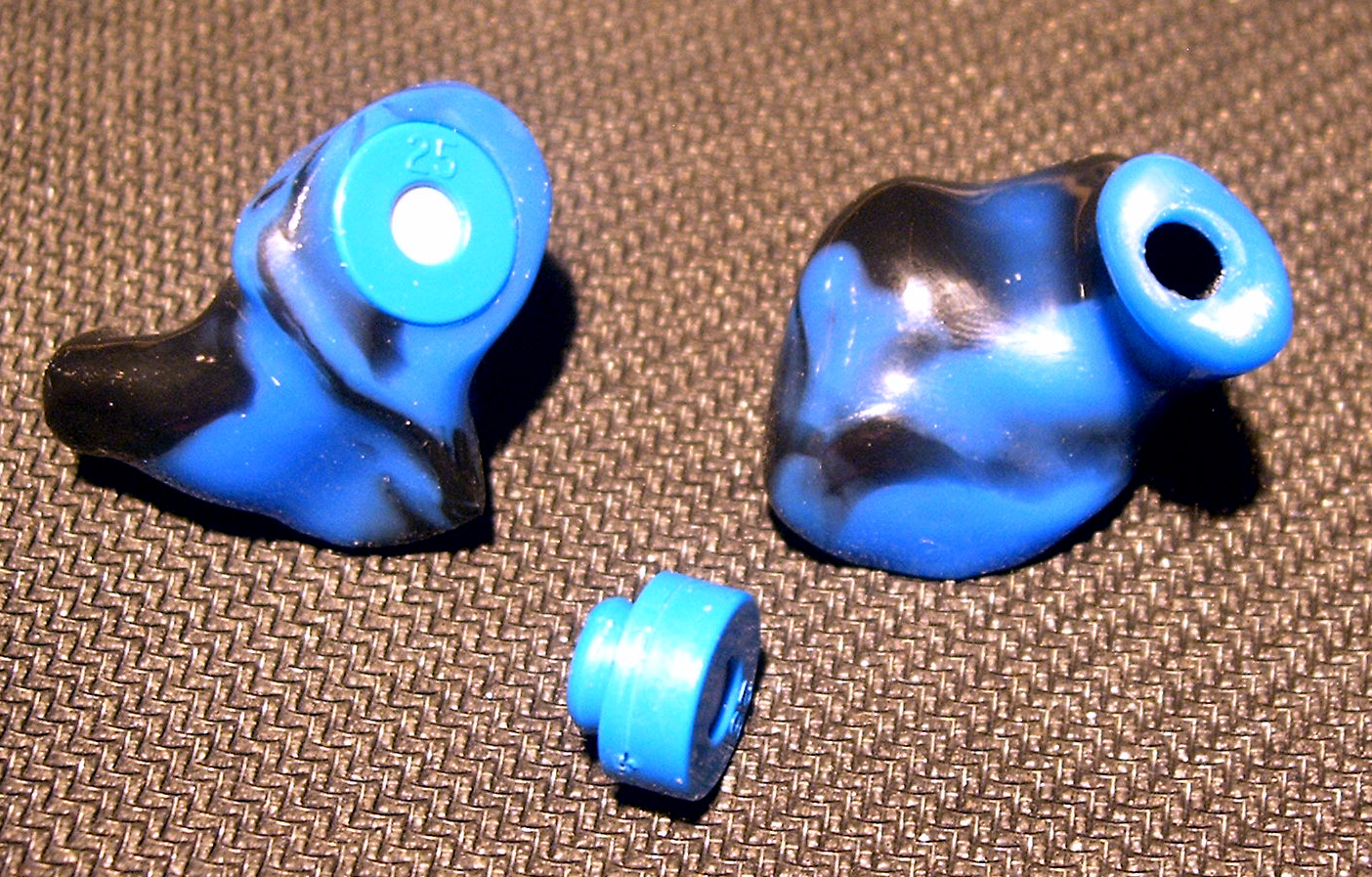
Gehörschutz-Otoplastiken mit Filterelement

Otoplastiken aus Silikon können auch zum Schutz gegen Wasser bei Trommelfellperforationen oder von Trägern von Paukenröhrchen verwendet werden. Bei der Verwendung beim Schwimmen muss jedoch darauf geachtet werden, dass mit einem Gehörschutz und intaktem Trommelfell nicht getaucht werden darf. Denn bei zunehmendem Umgebungsdruck unter Wasser wird der Druckausgleich des im Ohr befindlichen Luft-Restvolumens durch die Flächentransformation zwischen Außenseite und Innenseite des Gehörschutzes und die starke Abdichtung des Gehörganges behindert und es droht ein Trommelfellriss.

### Nutzung von natürlichen Reflexen
Dem Bereich der Nutzung von natürlichen Reflexen kann der Stapediusreflex zugerechnet werden. Grob vereinfacht löst ein starkes Reizgeräusch den Schutz vor noch stärkeren Folgegeräuschen aus. Im Bereich des Kfz-Unfallschutzes wurde dazu von Mercedes-Benz ein sogenanntes „Pre-Save®“-Konzept bekannt.

### Schallschutzanzug
Höhere Dämmungen als mit einem konventionellen Gehörschutz sind nur durch spezielle Schallschutzanzüge aus Textil-Leder-Kombinationen realisierbar. Der Grund für die begrenzte maximale Dämmung eines Gehörschutzstöpsels oder Kapselgehörschutzes liegt darin, dass das Innenohr auch Schallwellen registriert, die über den Körper aufgenommen wurden. Der Luftschall wird zu Körperschall, breitet sich im Körper aus und wird über den Skelettapparat bis zum Innenohr, welches im Schädelknochen eingebettet ist, geleitet. Um eine sehr große Dämmung zu erreichen, muss der Körperschall also großflächig unterbunden werden und somit der Mensch durch einen Schallschutzanzug von der Umwelt abgekapselt werden. Zudem können durch den Schalldruck auch Gleichgewichtsstörungen hervorgerufen werden. Die Verwendung solch eines Anzuges ist ab Dauerlärmpegeln von etwa 125 dB sinnvoll. Man findet sie auf Flughäfen oder bei der Armee. Er wird in Kombination mit einem geeigneten Gehörschutz getragen.

## Effektivität
In der Praxis ist die Lärmdämpfung sehr unterschiedlich. Die Lärmdämpfung hängt von den individuellen Merkmalen des Arbeitnehmers, von den Eigenschaften der Schutzausrüstung und von der Fähigkeit des Arbeitnehmers ab, sie richtig zu benutzen. Messungen an Arbeitsplätzen haben gezeigt, dass bei einem großen Teil der Arbeitnehmer die Dämpfung gegen null gehen kann.
Es wurde keine signifikante Verringerung des Risikos einer Hörschädigung festgestellt.

Kontrolle der Gehörschutz im Werk (Australien)

Die beste Methode, Arbeitnehmer vor Lärm zu schützen, besteht darin, die Lärmdämmung der Arbeitnehmer persönlich zu testen.